# プログレスM-13M
プログレスM-13M (ロシア語: Прогресс М-13М)はロシア連邦宇宙局が打ち上げ2011年11月2日に国際宇宙ステーション(ISS)の補給のために到着したプログレス補給船。NASAではProgress 45や45Pとも称される。M-13Mは10月30日10時11分にカザフスタンのバイコヌール宇宙基地から打ち上げられ、ISSへの45機目のロシア補給機として発進した。宇宙機はRKKエネルギアが製造し、ロシア連邦宇宙局が運用した。ソユーズ-Uは公表情報通り正常に機能し、打ち上げ約9分後、計画予備軌道に到達した。

## 運用

### 打ち上げ

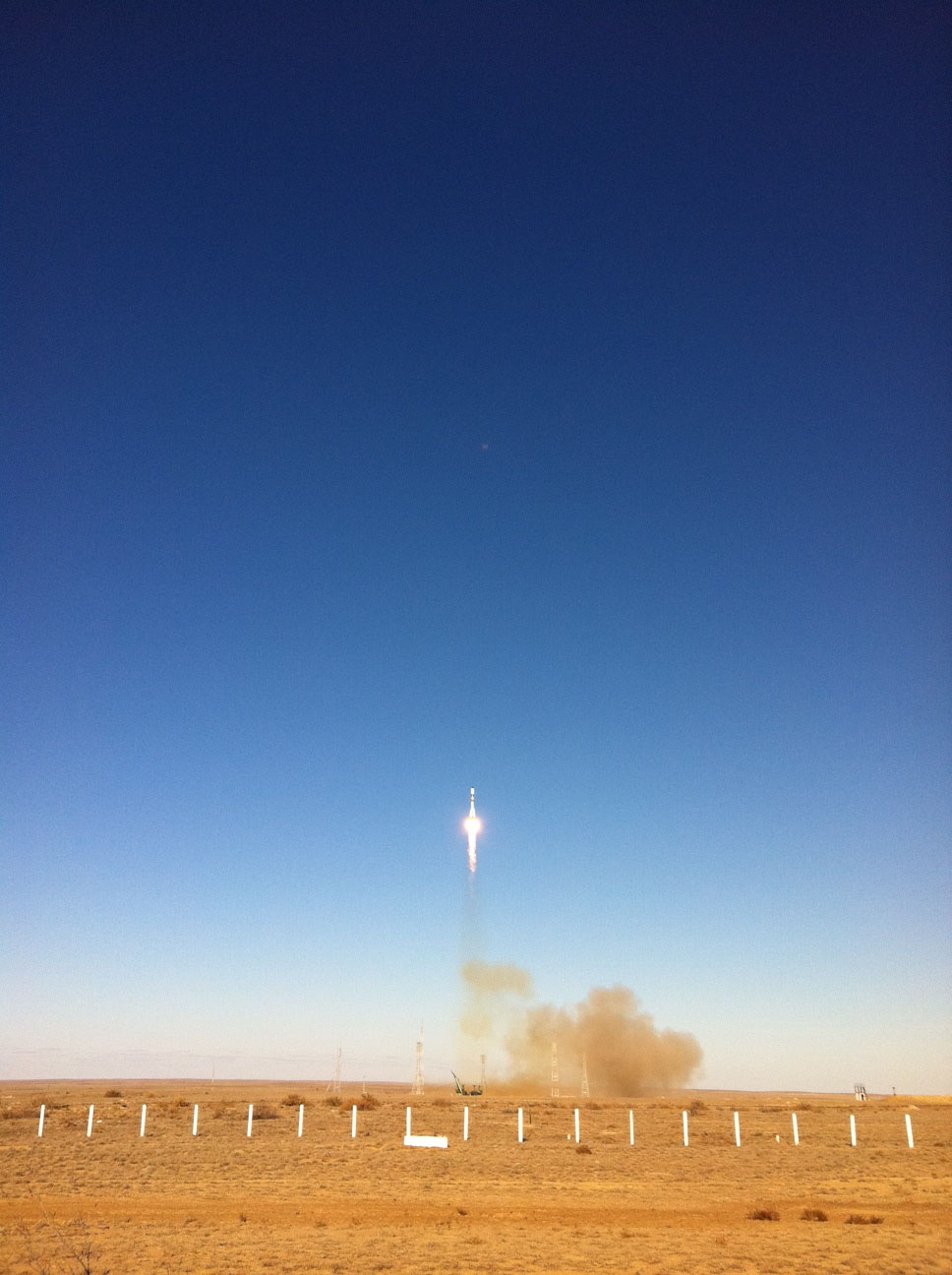
プログレスM-13Mの打ち上げ、2011年10月30日

プログレスM-13Mの打ち上げは2011年10月30日10時11分(GMT)に行われた。2011年8月24日にソユーズ-Uブースターの故障で打ち上げが失敗したプログレスM-12M以来初のソユーズブースターによる打ち上げ成功であった。打ち上げ日の気温は4℃であった。打ち上げから約9分後プログレスM-13Mは軌道への到達に成功し、ソーラーアレイと誘導アンテナを展開した。軌道傾斜角51.65°、近点192.98km、遠点252.9km、周回時間88.66分の低軌道待機軌道に投入された。
プログレスM-13Mは11月2日にISSと会合し、2011年11月2日11時41分(GMT)にピアースドッキングモジュールの天底ポートにドッキングした。M-13Mはドッキングまでに通常行われる2日ではなく、異例の3日間の飛行が行われた。ピアース天底ポートはプログレスM-10Mが2011年10月29日まで接続されており、この日の9時4分(GMT)にドッキングが解除され開放されている。

### ドッキング後
ISSの近くに到着した後、プログレスM-13Mはドッキングポートと向き合うための飛行制御を始めた。その後ピアースのドッキング部に前方先頭部プローブを適切に向けるために回転を行った。一時的にステーションは両機の位置を190mの位置で保ち、モスクワミッション管制のロシアの飛行管制官に11分間の最終近接行動開始の命令発布の前のシステムチェックを許可された。プログレスM-13Mの自動ドッキングシステムは完璧に作動し、プログレスとステーションの接続は北部中国上空398 kmの位置で丁度軌道の日暮れ前に行われた。
ドッキング後の数分間、両機の固定のために留め金と掛け金が掛けられた。この動作について、NASAの司令のロブ・ナヴィアスはNASATVで「On the 11th anniversary of the arrival of the first residents of the International Space Station, supplies have arrived to fortify the station for the Expedition 29 crew and beyond,」と述べている。第29次長期滞在のクルーのマイケル・E・フォッサム、古川聡、セルゲイ・アレクサンドロヴィチ・ヴォルコフはその日の内にハッチを空けてプログレスの中に入った。

### 離脱後

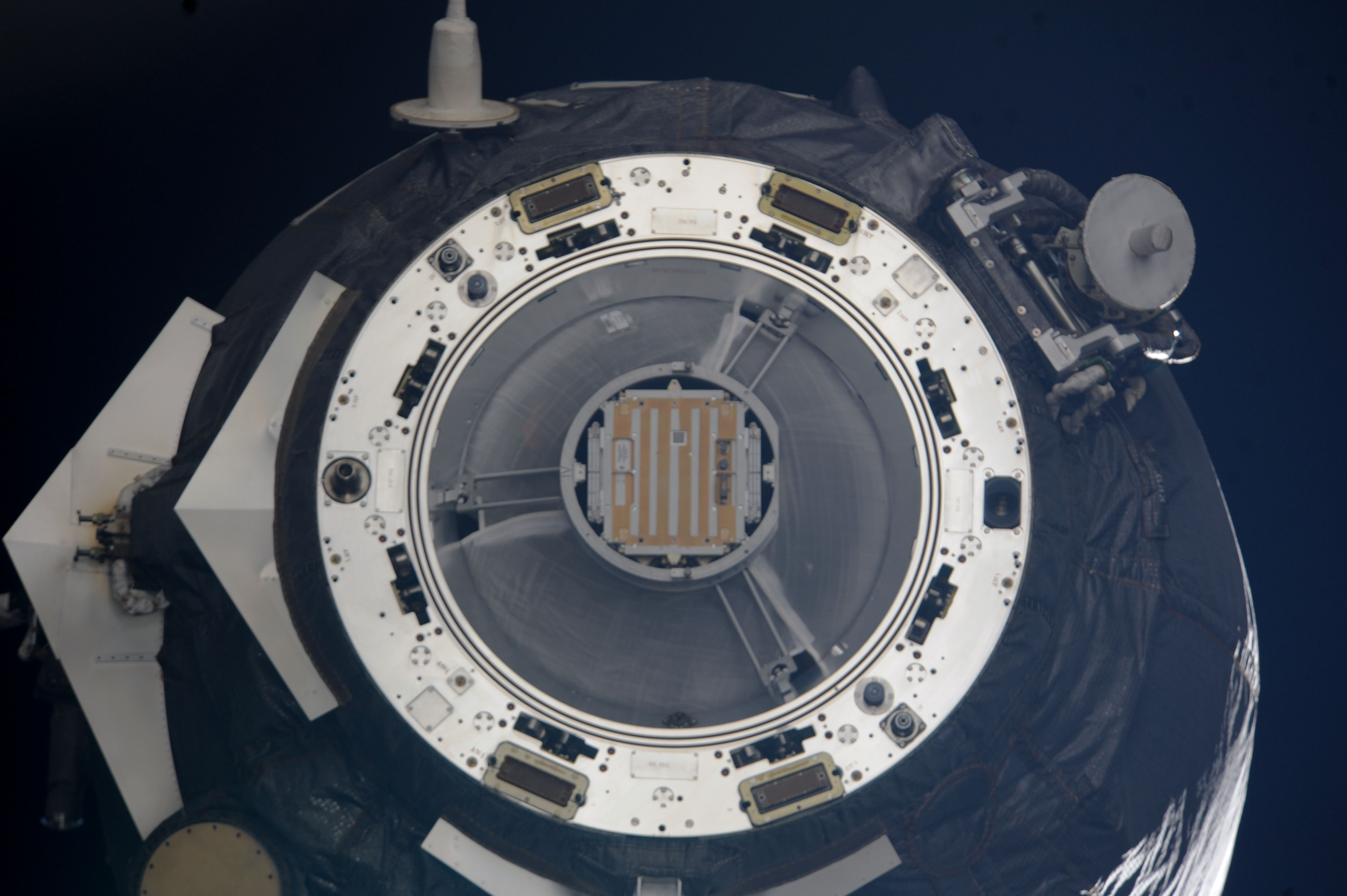
ISSを出発するM-13M、2012年1月23日

プログレスM-13Mはその後82日間ドッキングを維持した。2012年1月23日22時10分(GMT)にピアースからドッキングを解除し、ロシア宇宙科学研究所とレベデフ物理研究所が製造したChibis-Mを軌道からの離脱前に開放した。ドッキング解除は軌道の夜明けに入るころに、中ロ国境上405kmの位置で行われた。
プログレスエンジンは1月24日の2時35分と2時22分(UTC)に一対の補助推進ロケットの燃焼を行った。最初の燃焼でM-13Mは125km/hに、2回目で94km/h加速させ、宇宙機はISSよりも94kmほど高い軌道に進められた。この高度で24日23時18分(GMT)にプログレスM-13MはChibis-Mを放出した。
40kgのChibis-M小型衛星は大気圏の雷のガンマ線の研究のために設計され、12kgの科学実験のための装置を搭載していた。これまで他の宇宙機が航空の雷嵐が超高出力のガンマ線・X線・電波パルスなどのパルスを伴うことを発見している。
Chibis-Mの展開が成功で完了した後、プログレスM-13Mのミッションは終了した。南太平洋への廃棄のための軌道離脱制動操作は1月25日2時25分(GMT)に行われ、3分と56秒で終了した。この操作でM-13Mは450km/hまで減速し、大気中で燃え尽きるための軌道に投入された。宇宙機は3時4分(GMT)ごろ大気圏の上端に突入し、3時11分頃に破壊されたと考えられる。残った破片は1月25日3時17分(UTC)頃、太平洋に無害に着水した。2011年11月2日にバイコヌールから打ち上げられて始まったM-13Mの運用は86日17時間の工程の末、海への落下によって終了した。

## 搭載貨物
プログレスM-13Mは750 kgの推進剤、50kgの酸素、420kgの水、1410kgの維持機器、予備部品、実験用機材など合計2.9トンの食糧、燃料などの補給品を搭載していた。また、ロシアの宇宙飛行士のために個人用のiPadも積まれていた。

### 目録
総重量は2648kgであった。
| 品目                                                                                                | 重量 (kg) |
| --------------------------------------------------------------------------------------------------- | --------- |
| ISSに必要な推進系タンクの燃料                                                                       | 250       |
| 補充系タンクの燃料                                                                                  | 578       |
| 酸素                                                                                                | 50        |
| ロドニック系タンクの水                                                                              | 420       |
| 貨物室の物品                                                                                        | 1350      |
| SOGS ガス混合組成制御                                                                               | 15        |
| SVO 水供給制御                                                                                      | 50        |
| SOTR 熱交換制御                                                                                     | 9         |
| SUBA 設備管理                                                                                       | 9         |
| SEP 電力供給                                                                                        | 1         |
| STOR 維持修理用品                                                                                   | 7         |
| 衛星清潔用品                                                                                        | 125       |
| SIZ 個人向け保護用品                                                                                | 17        |
| 証明用品                                                                                            | 7         |
| 食料・食材コンテナ                                                                                  | 316       |
| 医療用品、リネン類、個人用衛生用品、予防薬など                                                      | 143       |
| FGB ハードウェア                                                                                    | 11        |
| ラスヴェットの機材                                                                                  | 4         |
| "Chibis-M"小型衛星と"Tipologiya"、"Ginseng-2"、"Struktura"、"Plasma Crystal-3 plus"など科学実験機材 | 51        |
| ISS搭載書類ファイル、乗組員への支給品、ビデオ・写真機器など                                         | 24        |
| ロシアクルー向け特別輸送品                                                                          | 138       |
| US軌道セグメント機材                                                                                | 423       |

## 註
1. ↑  “Soyuz successfully returns to flight for space station”.   Spaceflight Now (2011年10月30日). 2011年10月30日閲覧。
2. ↑  Peter Harding (2011年10月30日). “Progress Launch: Russia successfully resumes Soyuz booster flights to the ISS”.   NASAspaceflight.com. 2011年10月30日閲覧。
3. ↑  “Progress M-13M logistics spacecraft is in orbit”.   RSC ENERGIA (2011年10月30日). 2011年11月2日閲覧。
4. ↑  Justin Ray (2011年11月2日). “Space station welcomes Russian cargo ship arrival”.   Spaceflight Now. 2011年11月2日閲覧。
5. ↑  Chris Gebhardt (2011年11月2日). “Progress successfully docks to ISS; Stage set for return of manned Soyuz flight”.   NASAspaceflight.com. 2011年11月2日閲覧。
6. ↑  “Progress Space Freighter Undocks from ISS”.   RIA NOVOSTI (2012年1月24日). 2012年1月28日閲覧。
7. ↑  Space News Magazine (2011年10月25日). “Cosmonauts will play computer games and launch "Chibis"”. Mission Control Center Moscow
8. ↑  Justin Ray (2012年1月23日). “One Russian ship vacates station port for next vehicle”.   Spaceflight Now. 2012年1月28日閲覧。
9. ↑  Merryl Azriel (2011年10月30日). “Successful Progress M-13M launch averts ISS shutdown”.   Space Safety Magazine. 2011年11月2日閲覧。
10. ↑  “Progress cargo ship buried in Pacific”.   Voice of Russia (2012年1月25日). 2012年1月28日閲覧。
11. ↑  “Russia launches first Progress since crash”.  RT (2011年10月30日). 2011年10月31日閲覧。
12. ↑  Robert Z. Pearlman (2011年10月25日). “iPads and Angry Birds Launching to Space Station”.   collectSPACE. 2011年11月2日閲覧。
13. ↑  “Progress M-13M atop Soyuz-U on Oct 30, 2011”.   ORBITER FORUM (2011年10月30日). 2011年11月2日閲覧。